# گمینا ایویژتسه
گمینا ایویژتسه (به لهستانی:  Gmina Iwierzyce) یک گمینا در لهستان است که در شهرستان روپچتس-سنجشوف واقع شده‌است. گمینا ایویژتسه ۶۵٫۵۸ کیلومتر مربع مساحت و ۷٬۳۵۴ نفر جمعیت دارد.